# Шафіркан
Шафіркан (узб. Shofirkon) — місто в Узбекистані, центр Шафірканського району Бухарської області.
Населення 9594 мешканці (перепис 1989).
Статус міста з 1995 року.